# Akamai Technologies
Akamai Technologies, Inc. è un'azienda che fornisce una piattaforma per la distribuzione di contenuti via Internet (CDN).

## Storia
Situata a Cambridge, nel Massachusetts, è stata fondata nel 1998 da Daniel Lewin, neolaureato al MIT, insieme ad un professore, Tom Leighton, e ad altri due studenti. La parola akamai in hawaiiano significa "intelligente". Il 12 aprile 2007 ha assorbito la rete peer-to-peer Red Swoosh.

## Distribuzione di contenuti
Akamai effettua un mirror dei contenuti (in genere audio, grafica o video) di tutti sui propri server, dato il basso costo dello storage e l'alto rendimento della profilazione dei consumer. Molti dei più popolari siti web distribuiscono i loro contenuti attraverso la rete Akamai il cui server viene scelto automaticamente in base al tipo di file e alla provenienza dell'utente.
Quando ci si connette ad un sito web normalmente il browser contatta prima il fornitore del servizio internet per scaricare un file HTML contenente degli URL che servono ad istruire il browser su dove sia possibile trovare tutti gli oggetti necessari per completare la visualizzazione della pagina.
Quando si tratta di un sito appartenente alla rete Akamai gli URL puntano proprio ai server della stessa rete; quindi il browser esegue delle connessioni multiple agli URL per ottenere tutti i contenuti attraverso una transazione HTTP. Inoltre Akamai fornisce servizi di accelerazione e contenuti personalizzati, applicazioni Java EE e servizi di streaming.

## Clienti
Tra i più famosi e importanti clienti di Akamai figurano: Adobe, Apple, Audi, Cathay Pacific, CBC, Cognos, Logitech, MTV Networks, Myspace, Sun Microsystems, Verizon Wireless, Amazon, CBS, eBay, Facebook, FedEx, Microsoft, McAfee, NASA, NBA, NBC, NHL, NFL, Nintendo, IBM, IKEA, Reuters, Sony Music, Symantec, U.S. Air Force, Yahoo!, la Casa Bianca, RSI. Per la parte streaming dei siti Rai, Mediaset, Sky Italia ed anche l'emittente araba Al Jazeera usufruì dei servizi di hosting per un breve periodo tra marzo e aprile 2003, quando Akamai decise di interrompere la relazione. Secondo quanto dichiarato da Al-Jazeera, la decisione venne presa per motivi di carattere politico.